# Carl Abraham Gerhard

Carl Abraham Gerhard (1786)

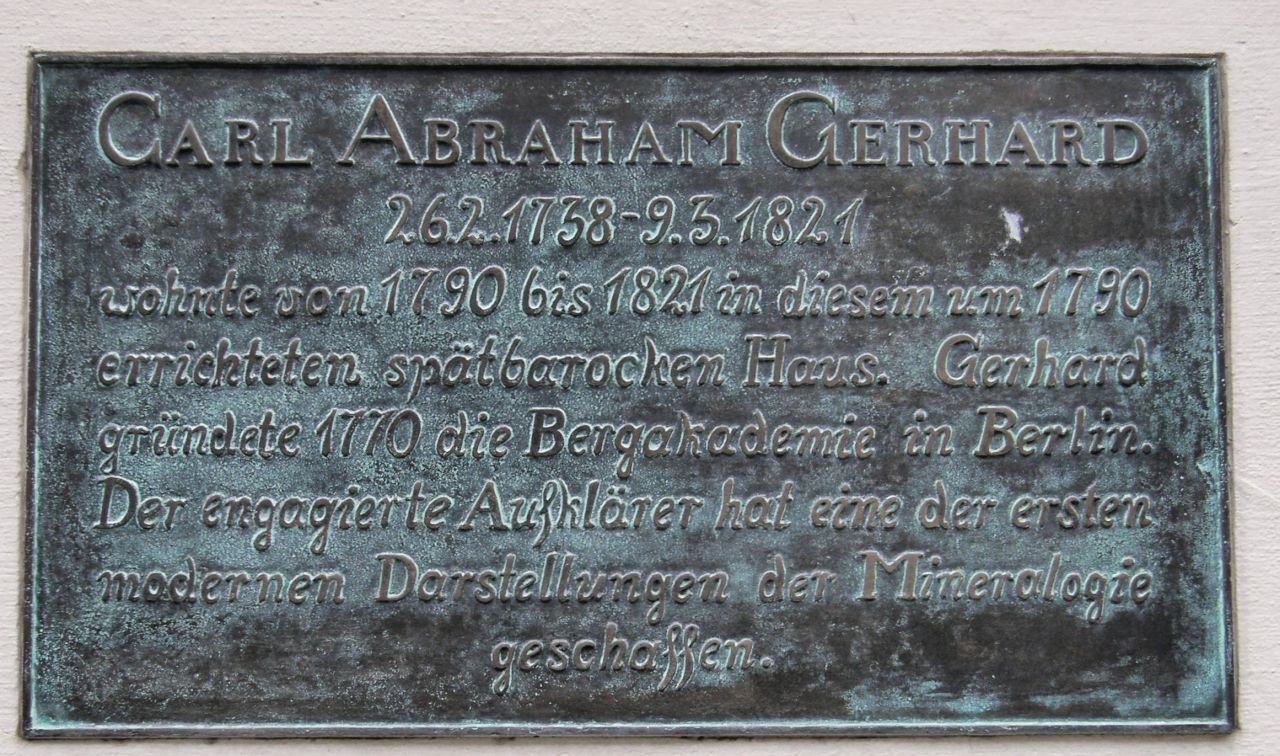
Gedenktafel in Berlin-Mitte

Carl Abraham Gerhard (* 26. Februar 1738 in Lerchenborn; † 9. März 1821 in Berlin) war ein preußischer Mineraloge, Bergbeamter und Gründer der Bergakademie Berlin.

## Leben
Gerhard entstammte einer schlesischen Pfarrerfamilie und studierte an der Brandenburgischen Universität Frankfurt Medizin. 1760 wurde er dort mit einer Abhandlung „De Granatis Silesiae et Bohemiae“ (über die Granate Schlesiens und Böhmens) promoviert. Neben dem medizinischen Beruf betrieb er physikalische, chemische und mineralogische Studien. Seinen hervorragenden Kenntnissen in diesen Fächern verdankte er 1768 seine Berufung als Mitglied der Preußischen Akademie der Wissenschaften und weiter eine Berufung nach Berlin als Oberbergbau- und Rechnungsrat, zugleich auch als Commissarius bei der Bergwerks- und Hüttenadministration. 1770 veranlasste er im Auftrag Friedrichs II. die Gründung der Bergakademie in Berlin. Ebenfalls im Jahr 1770 wurde er zum Mitglied der Leopoldina gewählt und als Oberbaurat an das neu gegründete Oberbaudepartement berufen. 1777 bezeichnet er sich als Direktor der Königlichen Eisenhüttenwerke. 1783 wurde er zum auswärtigen Mitglied der Bayerischen Akademie der Wissenschaften gewählt. 1810 folgte ihm sein Sohn Johann Carl Ludewig Gerhard im Amt als Oberberghauptmann und Leiter des Preußischen Berg-, Hütten- und Salinenwesens.
An Gerhard erinnert seit 1998 eine Gedenktafel am Wohnhaus der Familie in Berlin-Mitte, Neue Grünstraße 27. Der elfachsige dreigeschossige Putzbau wurde 1790 von dem Architekten Carl Gotthard Langhans errichtet.
In seinem Versuch einer Geschichte des Mineralreichs argumentierte er für ein viel höheres Alter der Erde als damals üblich (Band 1, S. 221). Er schrieb frühe Lehrbücher der Mineralogie mit einer eigenen Mineralsystematik nach chemischen und physikalischen Eigenschaften ähnlich wie bald darauf Abraham Gottlob Werner, dessen konsequentere Systematik bekannter wurde.
Seine umfangreiche Mineraliensammlung wurde 1781 vom Preußischen Staat gekauft und gelangte unter Dietrich Ludwig Gustav Karsten in die Sammlung des Naturkundemuseums in Berlin.

## Schriften
- Kurze Anweisung zur Heilung der vornehmsten innern Krankheiten: zum Gebrauch seiner Vorlesungen entworfen. Berlin: Rüdiger, 1765. Digitalisierte Ausgabe der Universitäts- und Landesbibliothek Düsseldorf
- Materia Medica oder Lehre von den Arzneimitteln. Rüdiger, Berlin 1766 (Digitalisat)
- Versuch einer Geschichte des Mineralreichs. 2 Bände. Himburg, Berlin 1781–1782. (Digitalisat Theil 1), (Theil 2)
- Beiträge zur Chemie und Geschichte der Mineralogie. 2 Bände. Himburg, Berlin 1773–1776. (Digitalisat Theil 1)
- Gabriel Jars: Metallurgische Reisen zur Untersuchung und Beobachtung der vornehmsten Eisen- Stahl- Blech- und Steinkohlen-Werke in Deutschland, Schweden, Norwegen, England und Schottland, vom Jahr 1757 bis 1769. Aus dem Französischen übersetzt und mit Anmerkungen begleitet von Carl Abraham Gerhard. 4 Bde. Berlin 1777. 1: MDZ (Permalink)
- Grundriß eines neuen Mineralsystems. Vieweg, Berlin 1797. (Digitalisat)